# 66–70 High Street (Kirkcudbright)

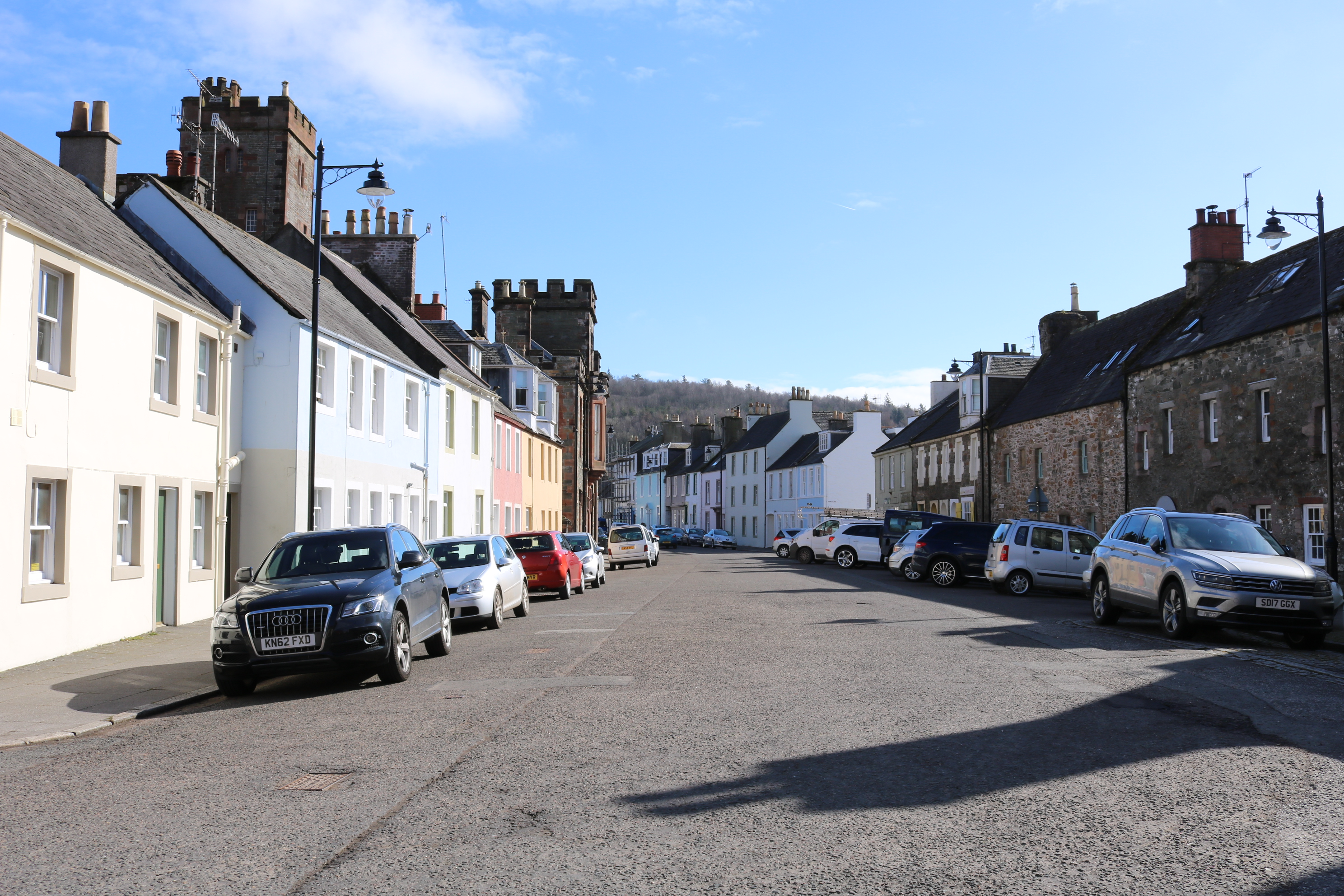
66–70 High Street steht am rechten Bildrand

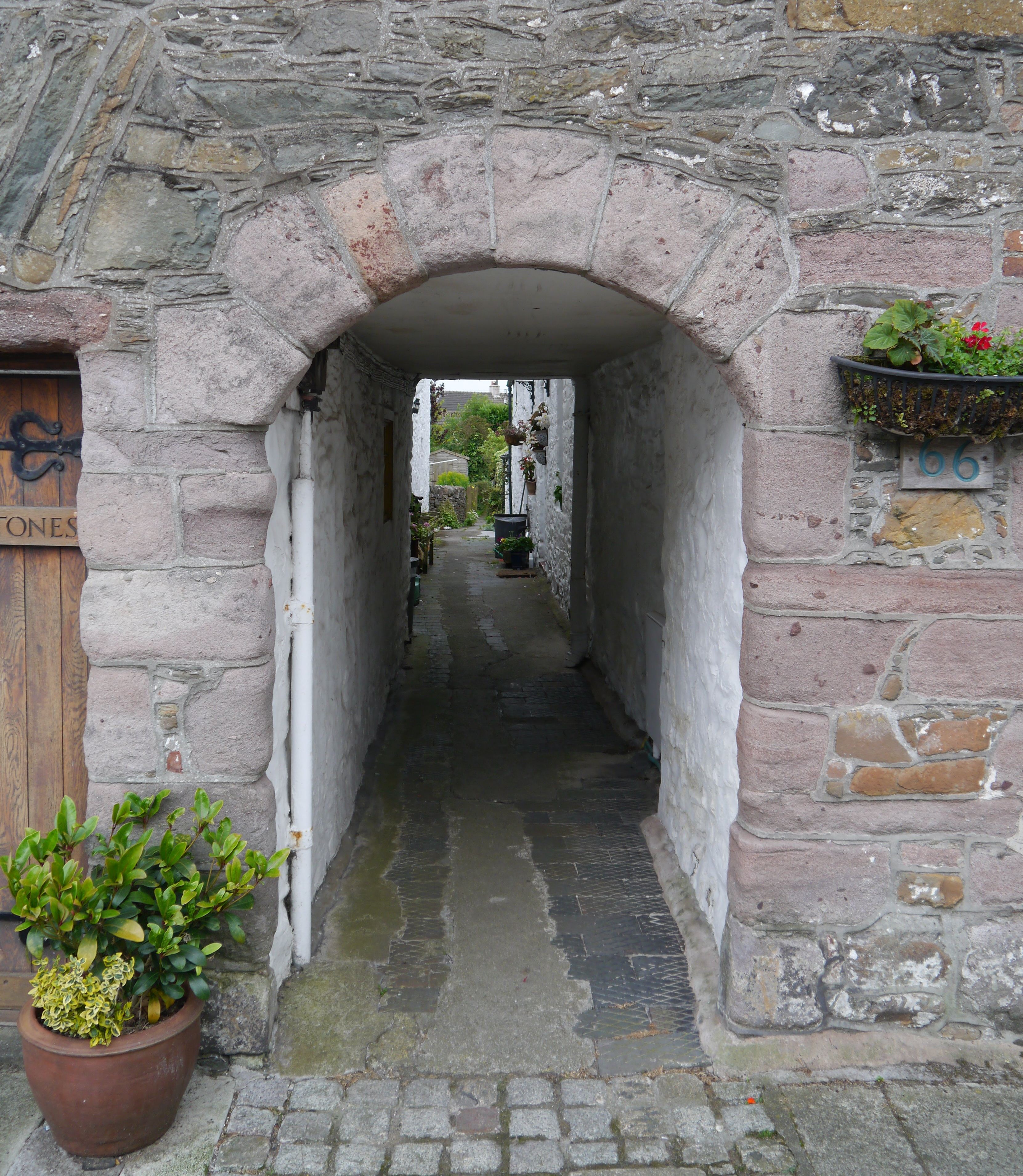
Torweg

Unter der Adresse 66–70 High Street in der schottischen Kleinstadt Kirkcudbright in der Council Area Dumfries and Galloway befindet sich ein Wohngebäude. 1967 wurde das Bauwerk erstmals in die schottischen Denkmallisten aufgenommen. Die Hochstufung in die höchste Denkmalkategorie A erfolgte 1988. Mit 74 High Street befindet sich links angrenzend ein weiteres Kategorie-A-Denkmal.

## Beschreibung
Das aus dem 17. Jahrhundert stammende Gebäude liegt an der High Street im Zentrum von Kirkcudbright. Sein Mauerwerk besteht aus Bruchstein. Die nordexponierte Frontseite des zweistöckigen Hauses ist annähernd symmetrisch aufgebaut und fünf Achsen weit. Im Obergeschoss sind auf unterschiedlichen Höhen fünf schmale Fenster verbaut, während ebenerdig an den Seiten jeweils zwei sechs- beziehungsweise zwölfteilige Sprossenfenster eingelassen sind. Links der Mitte führt eine Eingangstüre ins Innere. Das Gebäude schließt mit einem schiefergedeckten Satteldach.
Mittig führt ein Torweg mit Segmentbogen in eine enge Gasse. Dort schließen sich die Hausnummern 66 und 68 rückwärtig an das Haus Nummer 70 entlang der High Street an. Diese wurden ebenfalls aus Bruchstein erbaut, sind zweistöckig und schließen mit schiefergedeckten Dächern. Nummer 66 wurde an der Südseite um zwei Achsen erweitert und verfügt über einen rückwärtig abgehenden einstöckigen Flügel. Die Frontseite von Nummer 68 ist fünf Achsen weit mit fünf Fenstern auf verschiedenen Höhen im Obergeschoss. Jene auf den geradzahligen Achsen wurde erst später hinzugefügt. An der Südseite schließt sich ein vier Achsen weiter, zweistöckiger Anbau an.